# Лоу (острів)
Острів Лоу або Isla Baja, історичні назви острів Jameson або острів Jamesons є островом 9 миль (14 км) в довжину і 5 миль (8 км) в шир, 14 миль (23 км) на південний схід від острова Сміт, на островах Південний Шетланд. Острів розташований на 63°17′ пд. ш. 62°09′ зх. д. / 63.283° пд. ш. 62.150° зх. д. і відділений від острова Сміт Осмарівською протокою. Острів Лоу був названий так через його низьку висоту. Острів Лоу був відомий мореплавцям в 1820 році, а назва Лоу-Айленд була встановлена в міжнародному використанні протягом 100 років.

## Карти
- Діаграма Південного Шетленда, включаючи острів Коронації, & c. [Архівовано 28 вересня 2013 у Wayback Machine.] від розвідки схилу Голуб у 1821 та 1822 роках командиром Джорджа Пауелла того ж. Масштаб приблизно. 1: 200000. Лондон: Лорі, 1822 рік.
- Острови Південний Шетланд: Сміт і Лоу острови. [Архівовано 24 березня 2012 у Wayback Machine.] Масштаб 1: 150000 топографічна карта № 13677. Британське опитування про Антарктику, 2009.